# Diaspidiotus sphaerocarpae
Diaspidiotus sphaerocarpae är en insektsart som först beskrevs av Alfred Serge Balachowsky 1934.  Diaspidiotus sphaerocarpae ingår i släktet Diaspidiotus och familjen pansarsköldlöss. Inga underarter finns listade i Catalogue of Life.